# Bolivaritettix fangjingshanensis
Bolivaritettix fangjingshanensis är en insektsart som beskrevs av Zheng, Z. 1993. Bolivaritettix fangjingshanensis ingår i släktet Bolivaritettix och familjen torngräshoppor. Inga underarter finns listade i Catalogue of Life.